# Askiz (osiedle typu miejskiego)
Askiz (ros. Аскиз) – osiedle typu miejskiego w Rosji, w Chakasji, w rejonie askiskim. W 2010 liczyło 5208 mieszkańców.

## Urodzeni
- Jelena Najmuszyna – radziecka gimnastyczka.
- Aleksandr Zotow – rosyjski piłkarz.